# ریوو وسیک
ریوو وسیک (استونیایی: Rivo Vesik؛ زادهٔ ۱۵ ژوئیهٔ ۱۹۸۰) بازیکن والیبال ساحلی اهل استونی است. وی در بازی‌های المپیک تابستانی ۲۰۰۸ شرکت کرده است.